# 沙朗德雷
沙朗德雷（法語：Chalandrey，法語發音：[ʃalɑ̃dʁɛ]）是法国芒什省的一个旧市镇。1973年3月15日，沙朗德雷与邻近的8个市镇以关联合并的形式并入市镇伊西尼-勒比阿，沙朗德雷成为了伊西尼-勒比阿的关联市镇。

## 地理
沙朗德雷（48°37'0"N, 1°13'4"W）位于法国诺曼底大区芒什省，该省份为法国西北部沿海省份，西、北、东北三面环大西洋，东起顺时针与卡爾瓦多斯省、奧恩省、马耶讷省和伊勒-维莱讷省接壤。
沙朗德雷的时区为UTC+01:00、UTC+02:00（夏令时）。

## 行政
沙朗德雷的邮政编码为50540，INSEE市镇编码为50113。

## 人口
沙朗德雷于2018年1月1日时的人口数量为309人。